# 进藏先遣英雄连
进藏先遣英雄连是中国人民解放军陆军的一个被命名荣誉称号的连，现隶属于中国人民解放军新疆军区合成第六师某合成团，原为在新疆军区独立骑兵师一团一连基础上由7个民族、共139人于1950年5月组成的进藏先遣连。
该连1950年8月从新疆于田出发，横跨昆仑山、冈底斯山，胜利进军藏北高原，于1951年8月3日抵达阿里首府噶大克。在挺进和驻守藏北的短短一年间，全连共有63名官兵牺牲。西北军区于1951年1月30日电令授予该连以“进藏先遣英雄连”荣誉称号，并给全连每个官兵分别记一等功。

## 历史
1949年10月10日解放军第一兵团进军新疆时，毛泽东指示“你们进军的任务，包括出兵西藏，解放藏北”。1949年11月23日，毛泽东致电中共中央西北局负责人、第一野战军暨西北军区司令员彭德怀，提出要尽早进军、解放西藏，认为“解放西藏问题不出兵不可能的”，希望能和平谈判解决，也需要军事作后盾，“就现在情况看来，应责成西北局担负主要的责任，西南局则担任第二位的责任”，争取在1950年秋季或冬季完成；并要求中共中央西北局党委召开专题会，讨论进军西藏的问题。12月30日，彭德怀代表西北局回电，肯定了进军西藏、实现解放的特殊意义，但受地理、气候等自然因素的制约，“由青海、新疆入藏困难甚大，难以克服”，表示如果入藏任务由西北承担，“须在和田、于田、玉树屯垦囤粮、修筑道路，完成入藏准备需要两年”，而且新疆、青海每年入藏的时间仅四个月（5月中旬至9月中旬）。如果从打箭炉（今甘孜藏族自治州康定市）分兵两路进入西藏，比从青海、新疆要容易些。1950年1月2日，毛泽东致电西南局邓小平、刘伯承，确定经营西藏任务由西南局承担，“西藏人口虽不多，但国际地位极重要，我们必须占领，并改造为人民民主的西藏，由青海及新疆向西藏进军，既有很大困难，则向西藏进军及经营西藏的任务应确定由西南局担负”，西南地区刚解放，任务多、工作忙，但要求必须尽快进军，“我意如果没有不可克服的困难，应当争取于今年四月中旬开始向西藏进军，于十月以前占领全藏”。1月7日，邓小平等致电党中央及毛泽东，代表西南局接受经营西藏地区的任务，“完全同意于今年即9月占领全藏”，决定派遣第二野战军第十八军入藏，张国华等负责指挥。1950年1月10日毛泽东回复邓小平及西北局的电文中指出“关于西北局方面应协助之事项，请西南局与西北局直接遇事商定，并请西北局筹划各项应当和可能协助之事项，指导所属妥为办理”。1月16日，邓小平等致电代总参谋长聂荣臻介绍了入藏部队的物质准备及供应情况后建议“进军西藏路线如可能时，最好由青海、新疆各派骑兵迂回黑河、阿里相配合”。1月24日，邓小平等致电中央军委，反映西藏及西康社会、经济、民俗及环境等情况，再次提出“根据藏兵配置情况，尤其是根据粮食困难，征之军用会引起藏民反感，故进军西藏宜由四省（即川、滇、青、新）作向心迂回，尤其照顾补给与经济困难，亦以多路向心进攻为有利”。1月31日，一野负责人在致中央军委电文中汇报配合西南局作战的多路向心进攻构想，“由于田越昆仑山进兵后藏是否可行？王震已往南疆调查，待二月下旬汇报后再告”。4月18日，王震致电中央军委、西北军区等汇报了解到的从新疆南部和田与于田两地进藏路线的情况，肯定前者因雪峰阻挡不能顺利入藏；后者须修筑方能通过。因炸药极度匮乏，于田进藏路线只得用石头砌成简易驮路，引雪水一侧流动不冲坏路基而已。“根据以上情况，我们确定走于田这条小路，入藏后可分路前进，以占领善和为目的，尔后再下进占噶大克”。
1950年5月，为完成解放西藏阿里地区的任务，新疆军区独立骑兵师第一团第一连为基础，组成由汉、蒙古、回、藏、维吾尔、哈萨克、锡伯7个民族组成、共139人的进藏先遣连。
1950年7月31日，王震通报西南局说已派部队进军西藏，“新疆军区独立骑兵师一团一连由保卫股长李狄三、 连长曹海林、 政治指导员李志祥率领，7月31日从于田县出发， 携带一年的给养，向西藏阿里地区进军。全连共四个排，一、二、三排为骑兵排，四排为机炮排，配有八二迫击炮两门、六零炮四门，重机枪两挺，配有参谋、干事、翻译、机要和电台，全连共150人。其任务是侦察道路，了解情况，建立据点，宣传群众，携有中央制定的和平谈判基础十条，以争取上层，达到和平谈判解放西藏的目的”。
1950年8月1日该连在团保卫股长李狄三率领下，从新疆于田县普鲁村出发，克服了高原缺氧、风雪严寒等困难，艰苦跋涉数百公里，翻越终年积雪海拔6420米的昆仑山，历时十余日，来到并驻扎在昆仑山南坡的两水泉，因该地系高寒山地，牧草极稀疏，藏民极少来此放牧。多路侦察兵分头寻找，也难觅人踪。直到10月中旬，解放军在两水泉南方的多孟才找到一户牧民，经过交流沟通，取得他的信任。在该藏民的协助下，散居各处数户群众陆续来见解放军。10月底，“英雄连”南下来到扎麻芒保（今改则县先遣乡），该地有二十余户藏民，“英雄连”以此地作为前沿，与两水泉、多孟两据点连线，扎下了脚跟。一路上，严格遵守群众纪律，尊重藏族人民风俗习惯，宣传并严格执行民族政策，受到藏族人民的欢迎。阿里地方政权饬令民众与解放军不接触不交换外，企图靠藏北寒冬困死解放军，“扬言他们不费一兵一卒，单凭高原的恶劣气候，就能把我军全部困死在藏北高原”。在藏北长达六个月的严冬中，陆续有大批官兵牺牲。对英雄连的处境，毛泽东指示“先遣部队既如此困难，请考虑于开山后将该部队撤回新疆”。
西北军区于1951年1月30日电令授于该连“进藏先遣英雄连”荣誉称号，并给全连每个官兵分别荣记一等功。1951年3月5日，新疆军区代司令员王震给该连发表彰电：
你们执行毛主席的号召，为解放西藏、统一全国领土，通过1000里荒无人烟的昆仑山，冒危难艰苦进入西藏，饱受冬季恶劣气候，表现了高度的爱国主义英雄气概，有功于人民祖国，除号召新疆军区全体指战员以你们为模范外，特以解放大西北纪念章及人民功臣奖章各一枚奖给全连指战员，尚望继续努力完成团结西藏人民在中华人民共和国的大家庭中的光荣任务。
1951年5月，西藏和平解放17点协议刚达成，中央军委就下达进军西藏的命令，“西北军区由新疆准备入藏之部队除先头部队继续侦察到达噶大克的道路外，主力继续修通公路以备随时入藏”。1951年5月6日，新疆军区独立骑兵师第二团副团长安子明率280人从于田出发，翻越昆仑山脉于1951年5月28日抵达扎麻芒保，与先遣连会师。当时先遣连多数官兵已患高原病，情况非常危急，尤其以李狄三的病情最严重——“全身浮肿多日，他高兴的微笑着将一本日记交给安子明后说‘终于把首长盼来了，一团一连干战的表现是很好的，他们的英雄事迹我都记在这本日记中，不能向首长一一汇报了。只有我未能率先遣连完成向阿里进军的任务，谨以此为最大的遗憾’。语后，泪水夺眶而出，安详的闭上了双眼”，溘然长逝。6月5日解放军又继续前进，跨越了冈底斯山的东君拉达坂，6月28日抵达普兰，沿途受到了藏族僧民的欢迎，阿里正、副总管率部属从噶达克前来普兰会见解放军，还献上数百斤糌粑表示慰问。7月27日，安子明率解放军进驻噶大克。
其间， 新疆另一支后援部队于7月中旬来扎麻芒保，应藏族牧民的请求，克服困难，经数次战斗，消灭数百名从新疆、青海窜扰的乌斯满匪徒，缴获了一万七八千头羊牛，按规定凡属匪徒抢劫藏民的牲畜全部交还，还把匪徒从新疆及青海抢来的牛羊抽出40％救济贫苦藏族牧民。接着该部解放军剩乘胜追击乌斯满残部进入罗多克（今日土县），解放了阿里全境，在西藏西部沿边地设防驻军。

## 结果与影响
先遣连150名官兵在党支部书记李狄三带领下，以牺牲63人的悲壮，将五星红旗插上藏北高原。李狄三病情严重时，恳请党支部不要再给他用药，把最后一支盘尼西林留给其他战友。70年后，面对滔滔激流时，23岁的王焯冉同样选择了把生的希望留给战友。
2020年5月26日，新疆军区某合成团某营“进藏先遣英雄连”二排三班班長王焯冉寫請戰書。2020年6月，印軍越線搭設帳篷，并潜藏、调动大量兵力，使用钢管、棍棒、石块攻击边防第三六三团团长祁发宝等谈判和营救人员。6月16日，王焯冉和战友马命等连夜渡河增援一线，第4次蹚河时有人被激流冲散，王焯冉和马命拼尽全力将3名战友推上岸，自己却被冻得几乎失去知觉。突然，王焯冉一只脚被卡在了水下巨石缝中。危急时刻，他将马命猛地推向岸边：“你先上，如果我死了，照顾好我老娘！”马命获救了，王焯冉则永远倒在了刺骨的激流中。
“进藏先遣英雄连”连旗下，全连官兵庄严宣誓：向王焯冉烈士学习，发扬“先遣精神”，坚决完成边防斗争任务。

## 人物

### 历任领导
| 连长 - 姓名 军衔 | 政治指导员 |

### 英模功臣
- 一等功臣王焯冉烈士（2020年6月16日牺牲）